# Carl-Henning Wijkmark
Carl-Henning Wijkmark (Stoccolma, 21 novembre 1934 – Stoccolma, 4 settembre 2020) è stato uno scrittore svedese.

## Biografia
Dopo gli studi universitari condotti sia in patria sia all'estero, lavorò come giornalista di cultura e traduttore: queste due attività lo portarono a soggiornare in diversi paesi europei tra cui Francia, Germania e Spagna. È stato anche professore all'Università di Stoccolma.
Dal 1972 si dedicò completamente alla scrittura, ambientando spesso i suoi romanzi in momenti e luoghi cruciali per la storia europea (ad esempio la Germania nazista o la Francia della guerra d'Algeria): questo gli permise di trattare temi impegnati, come il contrasto tra bene e male, l'evoluzione, il potere, la cultura e la barbarie nella civiltà occidentale.

## Premi
Per la sua attività di romanziere ha ricevuto diversi premi tra cui:
- il Premio Dobloug nel 1986
- il Premio Expressen's Sherlock nel 1986
- il Premio dell'Accademia di Svezia nel 1994
- il Premio De Nios nel 2000
- il Premio Övralid nel 2003
- il Premio August nel 2007

## Opere
- Jägarna på Karinhall (romanzo) 1972
- På flykt undan mina landsmän (dramma) 1976
- Rött och svart (saggi) 1976
- Den moderna döden (romanzo) 1978
- Dressinen (romanzo) 1983
- Sista dagar (romanzo) 1986
- Litteratur och människovärde (saggi) 1988
- Sveaborg (dramma) 1990
- Omsvängningarnas år (saggi) 1991
- Dacapo (romanzo) 1994
- Du som ej finns (romanzo) 1997
- Den svarta väggen (romanzo) 2002
- Samtiden bakom oss (saggi) 2005

In italiano
- Tu che non ci sei ("Du Som ej finns", 1997, trad. it. 2000), Iperborea (ISBN 88-7091-090-3)
- La morte moderna ("Den moderna döden", 1978, trad. it. 2008), Iperborea (ISBN 978-88-7091-165-7)